# Forças Armadas da República Democrática do Congo
As Forças Armadas da República Democrática do Congo (FARDC; em francês: Forces armées de la république démocratique du Congo) constituem as forças armadas nacionais da República Democrática do Congo. São a estrutura do Estado que tem como missão fundamental garantir a defesa militar do país. As FARDC foram reconstruídas de forma fragmentada como parte do processo de paz que se seguiu ao fim da Segunda Guerra do Congo, em julho de 2003.
A maioria dos membros das FARDC são forças terrestres, mas também têm uma pequena força aérea e uma marinha ainda menor. Em 2010-2011, os três serviços contavam com efetivos de cerca de 150.000 soldados.  Além disso, existe uma força presidencial chamada Guarda Republicana, mas esta e a Polícia Nacional (PN) não fazem parte das Forças Armadas.
O governo da capital Quinxassa, a Organização das Nações Unidas, a União Europeia e os parceiros bilaterais que incluem Angola, África do Sul e Bélgica tentaram criar uma força viável com capacidade para fornecer estabilidade e segurança à República Democrática do Congo. No entanto, este processo foi dificultado pela corrupção, coordenação inadequada dos doadores e competição entre doadores. As várias unidades militares agora agrupadas sob a bandeira das FARDC são algumas das mais instáveis da África, após anos de guerra e subfinanciamento.
As FARDC são uma conversão das Forças Armadas Congolesas, que aglomerou as antigas Forças Armadas Zairenses, os grupos rebeldes integrados após a Segunda Guerra do Congo e de outras milícias integradas posteriormente. Desde 2014, estão organizadas sob três comandos geográficos de combate, conhecidos como zonas de defesa, cada um abrangendo o oeste/norte, o centro-sul e o leste quinxassa-congolês.
Para auxiliar os governos do pós-guerra, as Nações Unidas mantiveram a Missão das Nações Unidas na República Democrática do Congo (MONUSCO) que, até 2023, tinha uma força de mais de 16.000 soldados de manutenção da paz no país. Suas principais tarefas eram fornecer segurança em áreas-chave, como o Quivu do Sul e o Quivu do Norte no leste, e ajudar o governo na reconstrução. Grupos rebeldes estrangeiros também estão no Congo, como têm estado durante a maior parte do último meio século. O mais importante são as Forças Democráticas para a Libertação de Ruanda (FDLR), contra as quais as tropas de Laurent Nkunda estavam lutando, mas outros grupos menores, como o anti-ugandense Exército de Resistência do Senhor, também estão presentes.
O estatuto jurídico das FARDC foi estabelecido na Constituição de Transição, artigos 118 e 188. Este foi então substituído por disposições da Constituição de 2006, artigos 187 a 192. A Lei 04/023 de 12 de novembro de 2004 estabeleceu a Organização Geral da Defesa e das Forças Armadas. Em meados de 2010, o Parlamento quinxassa-congolês estava a debater uma nova lei de defesa, provisoriamente designada Lei Orgânica 130.

## História

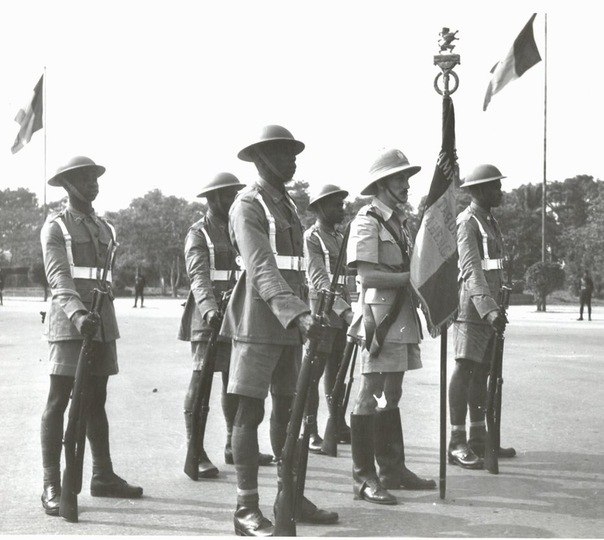
Membros da Força Pública em desfile militar, final da década de 1940

### Formação da Força Pública
As primeiras tropas quinxassa-congolesas organizadas, conhecidas como Força Pública (em francês: Force Publique), foram criadas em 1888 quando o Rei Leopoldo II da Bélgica, que detinha o Estado Livre do Congo como sua propriedade privada, ordenou ao seu Secretário do Interior que criasse forças militares e policiais para o estado. Em 1908, sob pressão internacional, Leopoldo cedeu a administração da colônia ao governo da Bélgica como Congo Belga. Permaneceu sob o comando de um corpo de oficiais belgas até a independência da colônia em 1960. Ao longo de 1916 e 1917, a Força Pública esteve em combate nos Camarões e invadiu e conquistou com sucesso áreas da África Oriental Alemã, notavelmente a atual Ruanda, durante a Primeira Guerra Mundial. Elementos da Força Pública também foram usados para formar unidades coloniais belgas que lutaram na Campanha da África Oriental durante a Segunda Guerra Mundial.

### Independência nacional e conversão no Exército Nacional Congolês
Na independência, em 30 de junho de 1960, as forças armadas sofreram com um défice dramático de militares treinados, particularmente no corpo de oficiais. Isso ocorreu porque a Força Pública sempre foi comandada apenas por belgas ou outros brancos expatriados. O governo belga não fez nenhum esforço para treinar oficiais comissionados quinxassa-congoleses até o final do período colonial e, em 1958, apenas 23 cadetes africanos haviam sido admitidos, mesmo na escola secundária militar. A patente mais alta disponível para os quinxassa-congoleses era suboficial ajudante, que apenas quatro soldados alcançaram antes da independência. Embora 14 cadetes quinxassa-congoleses estivessem matriculados na Academia Militar Real de Bruxelas em maio, eles não estariam preparados para se formar como segundos-tenentes até 1963. Ações de provocação de oficiais belgas levaram a uma rebelião de alistados em 5 de julho de 1960, o que ajudou a desencadear a Crise do Congo. O tenente-general Émile Janssens, comandante da Força Pública, afirmou durante uma reunião de soldados que "antes da independência [seria igual a] depois da independência", enfurecendo os soldados que enxergavam tal contradição (o país estava independente, mas as forças militares continuavam com a tutela belga) como uma continuação do colonialismo.
Na manhã de 8 de julho de 1960, após uma noite em que todo o controle sobre os soldados havia sido perdido, várias autoridades chegaram ao quartel-general Campo Leopold com o objetivo de acalmar a situação. Tanto o primeiro-ministro Patrice Lumumba quanto o presidente Joseph Kasa-Vubu falaram. Após os discursos, retiraram-se para o refeitório do campo para ouvir uma delegação dos soldados. O Presidente do Senado Joseph Iléo levou ao Parlamento as reivindicações, que incluíam o seguinte:
- que a pasta da defesa não fosse entregue ao Primeiro-Ministro;[7]
- que o nome Força Pública fosse alterado para Exército Nacional Congolês (ANC; em francês: Armée Nationale Congolaise);[7]
- e que o comandante-em-chefe e o chefe do estado-maior não deveriam ser necessariamente belgas.[7]

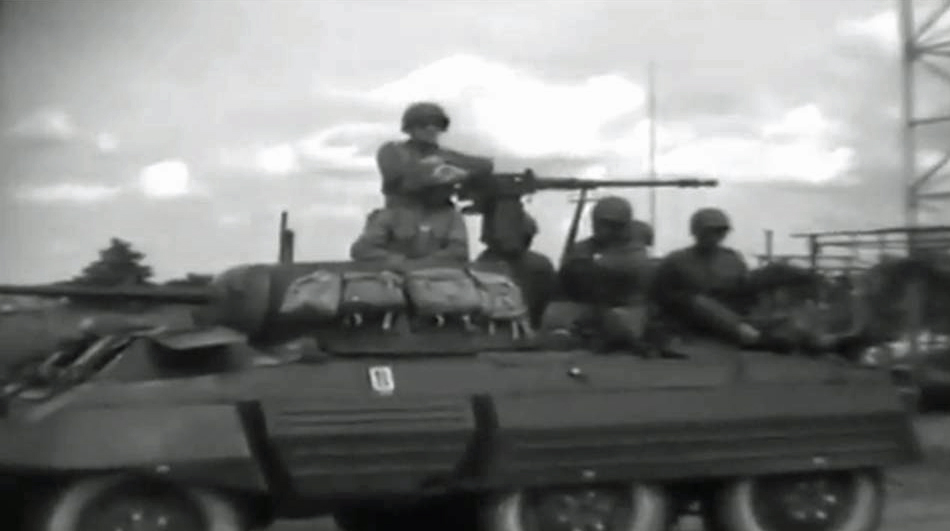
Soldados do Exército Nacional Congolês controlando um bloqueio de estrada perto de uma torre de água, em 1960

As discussões acaloradas que se seguiram receberam posteriormente o rótulo de "conselho ministerial extraordinário". A reunião especial do conselho de ministros tomou medidas para a africanização imediata do corpo de oficiais. Os ministros debateram sobre quem seria um chefe do Estado-Maior do Exército adequado. Os dois principais candidatos ao cargo foram o Ministro da Juventude e Desportos Maurice Mpolo e Joseph-Désiré Mobutu. O primeiro mostrou-se mais capaz e tendo bastante influência sobre as tropas amotinadas, mas Kasa-Vubu e os ministros da etnia congo temiam que ele favorecesse outras etnias. Este último foi percebido como mais favorável às aspirações políticas dos congos. Kasa-Vubu favoreceu a Mobutu, que lhe parecia mais maleável. Lumumba, por sua vez, preferia a opção de manter os dois homens no comando militar, mas não foi apoiado por Kasa-Vubu. No final, Victor Lundula, que nasceu em Cassai e era burgomestre de Likasi, foi nomeado como major comandante-chefe do CNA; Joseph-Désiré Mobutu como nomeado como coronel chefe do estado-maior; e o belga, coronel Henniquiau, como conselheiro-chefe do CNA. Assim, o general Janssens foi demitido. Tanto Lundula quanto Mobutu, que eram sargentos da Força Pública, ascenderam de graduação após a nomeação. Mesmo não tendo sido nomeado para o estado-maior, Mpolo possuía muito mais influência sobre as tropas, facilmente conseguindo debelar a amotinação dos militares na província de Equador, o que enfureceu Mobutu, que ordenou seu assassinato meses mais tarde.
Em 8 e 9 de julho de 1960, os soldados foram convidados a nomear oficiais negros, e "o comando do exército passou com segurança para as mãos de ex-sargentos", já que os soldados em geral escolheram os militares do exército quinxassa-congolês com maior escolaridade e de maior patente como seus novos oficiais. A maioria dos oficiais belgas foi mantida como conselheiros da nova hierarquia quinxassa-congolesa, e a calma retornou às duas principais guarnições em Quinxassa e Mabanza-Angungu. A Força Pública foi renomeada para Exército Nacional Congolês, ou Forças Armadas Nacionais Congolesas. No entanto, em Catanga, os oficiais belgas resistiram à africanização do exército.
Houve um motim da Força Pública no Camp Massart, em Lubumbashi, em 9 de julho de 1960; cinco ou sete europeus foram mortos. A revolta do exército e os rumores resultantes causaram pânico severo em todo o país, e a Bélgica enviou tropas. As tropas belgas intervieram em Lubumbashi e Kananga (10 de julho), Matadi (11 de julho), Quinxassa (13 de julho) e em outros lugares. Houve suspeitas imediatas de que a Bélgica planejava retomar sua antiga colônia ao fazê-lo. Um grande número de colonos belgas fugiu do país. Ao mesmo tempo, em 11 de julho, Moïse Tshombe declarou a independência da Estado de Catanga, no sudeste, apoiado de perto pelos administradores e soldados belgas restantes.
Durante o período crucial de julho a agosto de 1960, Mobutu construiu "seu" exército nacional canalizando ajuda estrangeira para unidades leais a ele, exilando unidades não confiáveis para áreas remotas e absorvendo ou dispersando exércitos rivais. Ele vinculou oficiais individuais a si, controlando suas promoções e o fluxo de dinheiro para as folhas de pagamento. Mobutu passou a conspirar para concentrar recursos e poder para si, com dinheiro canalizado diretamente para o exército pela Agência Central de Inteligência dos Estados Unidos, pela Organização das Nações Unidas e pela Bélgica, que o apoiavam secretamente. Apesar disso, em setembro de 1960, após a divisão quádrupla do país, havia quatro forças armadas distintas: o próprio CNA de Mobotu, com cerca de 12.000 homens, a Polícia de Cassai do Sul, leal a Albert Kalonji (3.000 ou menos), a Gendarmaria de Catanga, que fazia parte do regime de Tshombe (totalizando cerca de 10.000 homens), e o CNA dissidente de Quissangane, leal a Antoine Gizenga (com cerca de 8.000 homens). Logo em seguida, em 1960, o CNA de Mobutu desfere o Primeiro Golpe de Mobutu.

### Sob comando de Mobutu: Forças Armadas Zairenses
Após cinco anos de turbulência, em 1965, Mobutu usou sua posição como Chefe do Gabinete do CNA para tomar o poder no Segundo Golpe de Mobutu, ocorrido em 1965. Com a subida ao poder de Mobutu, o país foi renomeado Zaire em 1971 e o exército foi consequentemente designado Forças Armadas Zairenses (FAZ).

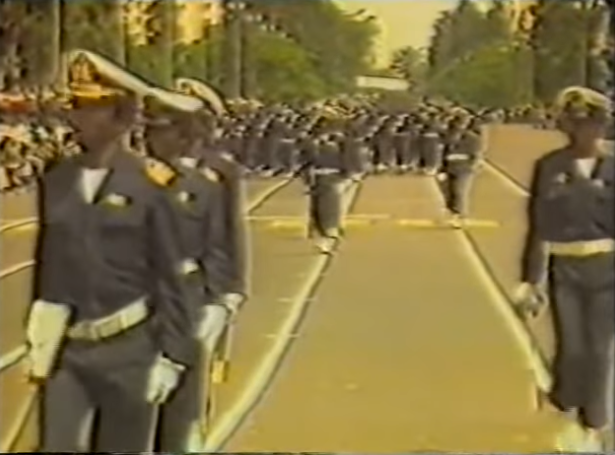
Membros da Marinha do Zaire durante um desfile. Trecho da reportagem "Mobutu Sese Seko: construtor do novo Zaire", transmitida em 1985 pela Radio Télévision Belge Francophone

No final de 1975, nas batalhas finais da Guerra de Independência de Angola, Mobutu, numa tentativa de instalar um governo pró-Quinxassa em Angola e frustrar a ascenção do marxista-leninista Movimento Popular de Libertação de Angola (MPLA), enviou carros blindados, paraquedistas e três batalhões de infantaria das FAZ para o norte angolano e para Cabinda em apoio à Frente Nacional de Libertação de Angola (FNLA) e à Frente para a Libertação do Enclave de Cabinda (FLEC). A batalha principal, ocorrida em novembro de 1975, contou com uma força anticomunista composta por 1.500 combatentes da FNLA, 100 mercenários portugueses e dois batalhões das FAZ, que marcharam no norte angolano, se posicionando a apenas 30 quilômetros ao norte de Luanda. A força, apoiada por aeronaves sul-africanas e três peças de artilharia de 140 mm, foi posicionada ao longo do rio Bengo para enfrentar uma força combinada de cubanos e émepelalistas de cerca 800 homens do outro lado do rio. Assim começou a batalha de Quifangondo. Os cubanos e os combatentes do MPLA bombardearam as forças combinadas da FNLA e das FAZ com morteiros e foguetes de 122 mm, destruindo a maioria dos carros blindados e seis jipes que transportavam foguetes antitanque na primeira hora de combate. O apoio de Mobutu à política da FNLA saiu pela culatra quando o MPLA venceu por completo em Angola já em março de 1976. Angola sob comando do MPLA, então, agindo ostensivamente em apoio direto a Frente Nacional de Libertação do Congo (FNLC), ocupou a província de Catanga, no sudeste do Zaire, então conhecida como Shaba, em março de 1977, enfrentando pouca resistência das FAZ. Esse conflito, conhecido como Primeira Guerra de Shaba, levou a uma enorme humilhação ao governo de Mobutu e às FAZ, despoletando uma agitação civil no Zaire no início de 1978, que as FAZ teve que reprimir com dificuldade. O fraco desempenho do exército do Zaire durante a Primeira Guerra de Shaba, necessitando de apoio de um enorme contingente militar marroquino, deu provas de fraquezas crónicas nas tropas e no governo. Ainda tentando se recuperar da primeira invasão, uma segunda invasão da FNLC apoiada por Angola, conflito conhecido como Segunda Guerra de Shaba, em maio-junho de 1978, só foi dispersado com o envio maciço de apoio militar francês e belga. As unidades das FAZ entraram em colapso quase imediatamente. As unidades francesas tiveram que lutar sozinhas na batalha de Coluezi para recapturar a cidade da FLNC. Cabe ressaltar que os EUA ainda forneceram assistência logística ao Zaire. Após isso, as FAZ tornaram-se uma força militar praticamente ineficaz. Além disso, o conflito tornou Angola, apenas cerca de três anos após a independência, uma potência militar regional ameaçadora ao Zaire.
O mau estado de disciplina das forças das FAZ tornou-se evidente novamente em 1990. A assistência militar estrangeira ao Zaire cessou após o fim da Guerra Fria e Mobutu permitiu deliberadamente que a condição militar se deteriorasse para que não ameaçasse o seu poder. Protestando contra os baixos salários e a falta de pagamento, os paraquedistas começaram a saquear Quinxassa em setembro de 1991 e só foram detidos após a intervenção das forças francesas (Operação Baumier) e belgas (Operação Blue Beam).

### Sob Kabila: Forças Armadas Congolesas

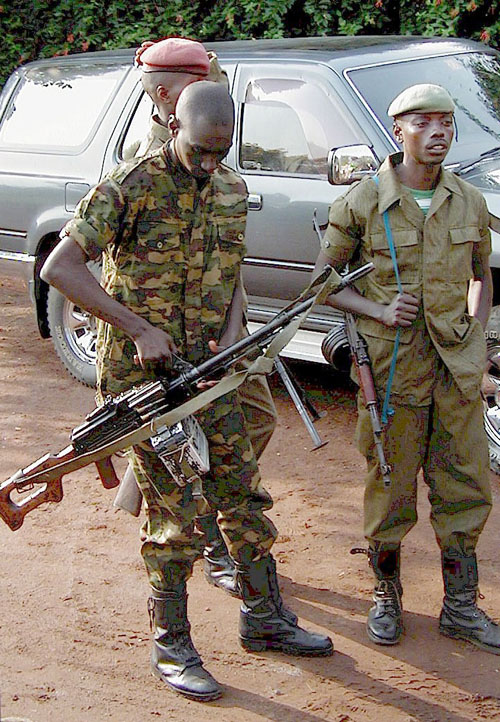
Soldado quinxassa-congolês ajustando uma metralhadora PKM, durante a Segunda Guerra do Congo, em 2001

As origens dos recentes conflitos no que é hoje a República Democrática do Congo decorrem da turbulência que se seguiu ao genocídio de Ruanda em 1994, que levou então à crise de refugiados dos Grandes Lagos. Nos maiores campos de refugiados, começando em Goma, no Quivu do Norte, estavam combatentes hútus ruandeses, que acabaram por se organizar no "Reagrupamento Republicano pela Democracia de Ruanda", que lançou repetidos ataques contra Ruanda. Ruanda acabou por apoiar Laurent-Désiré Kabila e a sua rapidamente organizada Aliança das Forças Democráticas para a Libertação do Congo (AFDL) na invasão do Zaire, com o objetivo de travar os ataques contra Ruanda no processo de derrubada do governo de Mobutu. Quando as milícias se rebelaram, apoiadas pelo Ruanda, as FAZ, já bastante enfraquecidas, mostraram-se incapazes de dominar a situação e impedir a queda de Mobutu em 1997.
Na Batalha de Quissangane, ocorrida em março de 1997 durante a Primeira Guerra do Congo, os rebeldes da AFDL tomaram a cidade defendida pelas FAZ, leais ao presidente Mobutu. Após a batalha, elementos das FAZ, leais a Mobutu, conseguiram recuar para o norte do Congo e, de lá, para o Sudão, enquanto tentavam escapar da AFDL. Aliando-se ao governo sudanês, que estava lutando sua própria guerra civil na época, essas tropas das FAZ foram destruídas pelo Exército Popular de Libertação do Sudão durante a Operação Thunderbolt perto de Iei em março de 1997.
Quando Kabila assumiu o poder em 1997, o país foi renomeado para República Democrática do Congo e, assim, o nome do exército nacional mudou mais uma vez, para Forças Armadas Congolesas (FAC). A Tanzânia enviou seiscentos conselheiros militares para treinar o novo exército de Kabila em maio de 1997. A Segunda Guerra do Congo eclodiu em seguida, sem condições de formação de uma força militar coesa.
O comando sobre as forças armadas nos primeiros meses do governo de Kabila era vago. O historiador francês Gérard Prunier acrescentou que:
| “ | Não havia ministro da defesa, nenhum chefe de gabinete conhecido e nenhuma patente; todos os oficiais eram "comandantes" no estilo de guerrilha; nenhum falava francês ou lingala, mas todos falavam quiniaruanda, suaíli e, com bastante frequência, inglês | ” |

As novas Forças Armadas Congolesas de Kabila estavam dilaceradas por tensões internas. As novas FAC tinham combatentes tútsis baniamulenges do Quivu do Sul, crianças-soldados cadogos de várias etnias orientais, e, majoritariamente, membros da AFDL e "tigres" lunda-catangueses da antiga FNLC, além de antigos membros das FAZ. A mistura destes elementos díspares e anteriormente beligerantes levou a um motim. Em 23 de fevereiro de 1998, uma unidade maioritariamente baniamulenges amotinou-se em Bucavu depois de seus oficiais terem tentado dispersar os soldados em diferentes unidades espalhadas por todo o Congo.
As FAC tiveram um desempenho ruim durante a Segunda Guerra do Congo e demonstraram pouca habilidade ou doutrina militar. No início da guerra em 1998, o Exército era ineficaz e o governo quinxassa-congolês foi forçado a depender da assistência de Angola, Chade, Namíbia e Zimbábue. Além de fornecer forças expedicionárias, esses países tentaram retreinar as FAC. A Coreia do Norte e a Tanzânia também forneceram assistência com treinamento. Durante o primeiro ano da guerra, as forças aliadas derrotaram a força ruandesa que havia desembarcado no Congo Central e as forças rebeldes a sudoeste de Quinxassa e, eventualmente, interromperam a ofensiva rebelde e ruandesa no leste quinxassa-congolês. Esses sucessos contribuíram para o acordo de cessar-fogo de Lusaca, assinado em julho de 1999.
O acordo de Lusaca não foi bem-sucedido em pôr fim à guerra, e os combates recomeçaram em setembro de 1999. O desempenho das FAC continuou fraco e ambas as principais ofensivas lançadas pelo Governo em 2000 terminaram em derrotas custosas. A má gestão do Presidente Kabila foi um fator importante por trás do fraco desempenho das FAC, com os soldados frequentemente ficando sem pagamento e sem alimentação enquanto o Governo comprava armamento avançado que não podia ser operado ou mantido. Aliado às derrotas militares, ocorreu o assassinato do Presidente Kabila em janeiro de 2001. Após o assassinato, Joseph Kabila assumiu a presidência e finalmente conseguiu negociar o fim da guerra em 2002-2003.

### Reorganização como FARDC

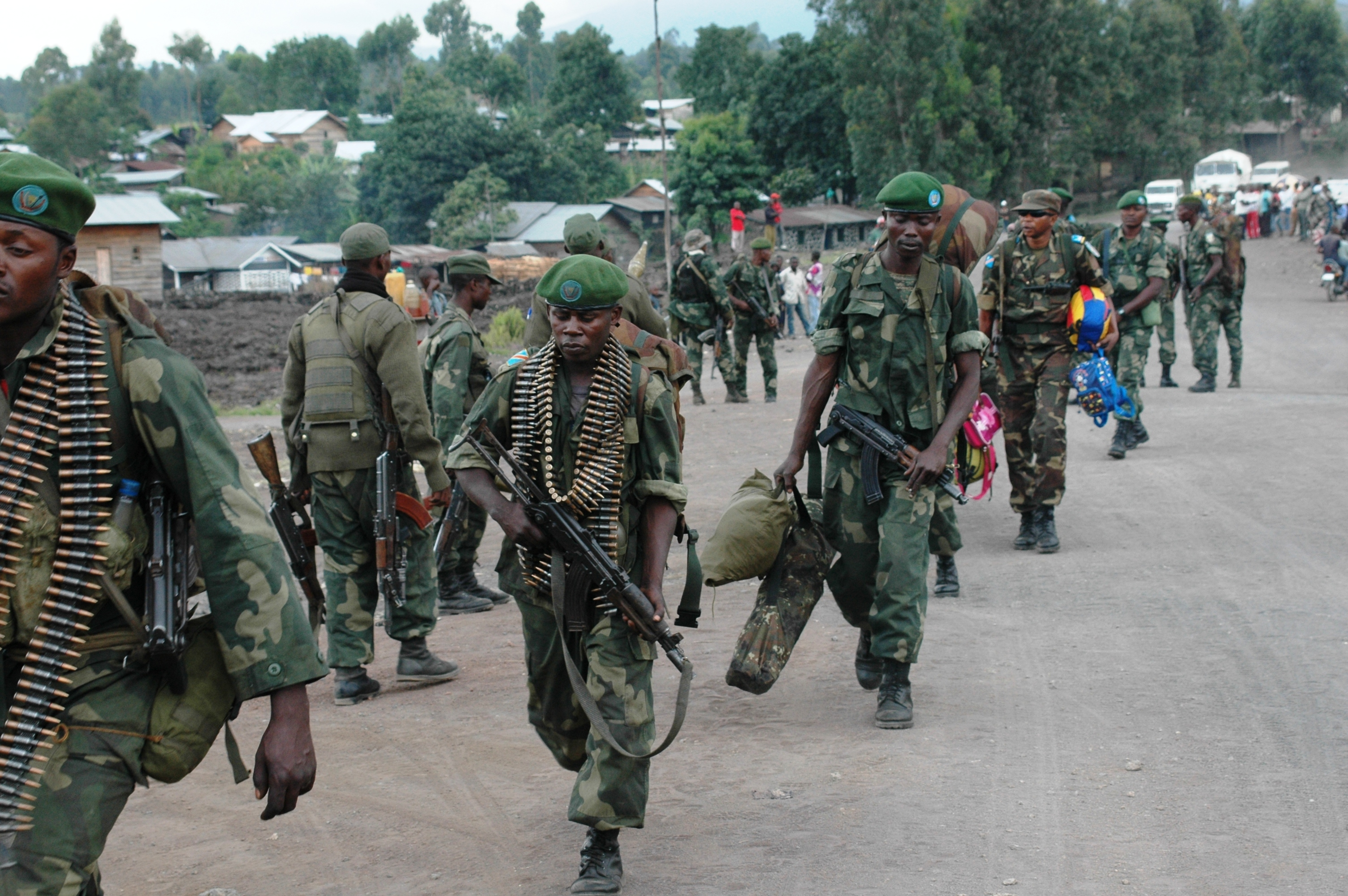
FARDC reforçando posições em Goma após combates com guerrilheiros do Movimento 23 de Março (M23), na localidade de Mutaho, nas proximidades de Goma, em 21 de maio de 2013

O Acordo Global e Inclusivo de dezembro de 2002 dedicou o Capítulo VII às forças armadas. Estipulou que o chefe do Estado-Maior das forças armadas e os chefes do exército, da força aérea e da marinha não deveriam pertencer à mesma facção beligerante. O novo exército "nacional, reestruturado e integrado" seria composto pelas forças governamentais de Kabila (FAC), o Reagrupamento Congolês para a Democracia (RCD) e o Movimento de Libertação do Congo (MLC). Também foi estipulado que as facções internas do RCD e os Mai-Mai se tornariam parte das novas forças armadas. Um mecanismo intermediário para a identificação dos soldados, bem como sua origem, data de alistamento e unidade, também foi solicitado. Também previa a criação de um Conselho Superior da Defesa, que declararia estados de sítio ou guerra e daria conselhos sobre a reforma do setor de segurança, desarmamento/desmobilização e política de defesa nacional.
Em 24 de janeiro de 2004, um decreto criou a Estrutura de Integração Militar (SMI). Juntamente com a SMI, a Comissão Nacional para o Desarmamento, Desmobilização e Reintegração (CONADER) também foi designada para gerenciar o programa de reforma militar. A primeira lei militar pós-Acordo de Sun City foi aprovada em 12 de novembro de 2004, reorganizando formalmente as FAC como as novas Forças Armadas da República Democrática do Congo (FARDC). Incluído nessa lei estava o artigo 45, que reconhecia a incorporação de vários grupos armados às FARDC, incluindo as antigas FAC, ex-membros das FAZ, o RCD-Goma, RCD-ML, RCD-N, MLC, os Mai-Mai, bem como outros grupos militares e paramilitares determinados pelo governo.
Em 2010, trinta oficiais das FARDC receberam bolsas de estudo para estudar em academias militares russas. Isso faz parte de um esforço maior da Rússia para ajudar a aprimorar as FARDC. Um novo adido militar e outros conselheiros russos visitaram o Congo-Quinxassa. Como parte de seu aprimoramento militar, pela primeira vez desde 1975, as FARDC destacaram 850 soldados e 150 policiais para atuar fora do país como parte de uma força internacional na Centráfrica, com a qual o Congo-Quinxassa faz fronteira ao norte. O país estava em estado de guerra civil desde 2012, quando o presidente foi deposto por grupos rebeldes. O Congo-Quinxassa foi instado pelo presidente francês François Hollande a manter suas tropas na Centráfrica.
A ONU publicou um relatório em outubro de 2017, anunciando que as FARDC já não empregavam mais crianças-soldado.